# El Frago
El Frago (aragónul O Frago) település Spanyolországban,  Zaragoza tartományban. El Frago Luna, Orés, Biel és Agüero községekkel határos. Lakosainak száma 134 fő (2024).

## Népesség
A település népessége az utóbbi években az alábbiak szerint változott:
| Lakosok száma | 139  | 119  | 115  | 115  | 109  | 104  | 107  | 99   | 117  | 134  |
|               | 2001 | 2004 | 2007 | 2009 | 2012 | 2014 | 2017 | 2019 | 2022 | 2024 |